# Abertillery

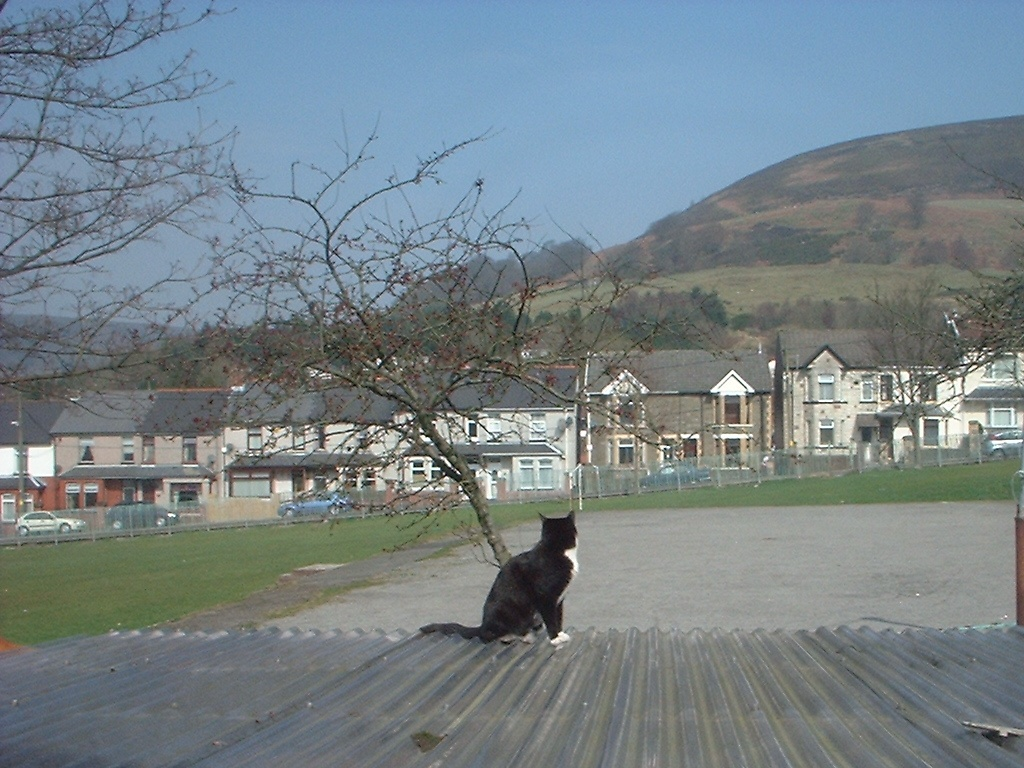
Vista de la parte trasera de Adam Street en Abertillery, marzo de 2000.

Abertillery (Galés: Abertyleri) es un pueblo en el condado distrital de  Blaenau Gwent, y el condado preservado de Gwent, en el sur de Gales, originalmente en  Great Western Railway. Su población creció rápidamente durante el periodo del desarrollo de las minas en Gales del Sur, siendo 10,846 en el censo de 1891 y de 21,945 diez años después. Se encuentra en el montañoso distrito minero de Monmouthshire y Glamorganshire, en el valle de  Ebbw Fach, y la población tradicionalmente se empleó en numerosas minas de carbón, fundiciones y hojalaterias, ahora extintas. Más al norte en el mismo valle se encuentran los pueblos de  Nantyglo y Blaina.
Abertillery tiene un centro con estilo tradicional con varias escuelas pequeñas. Para 2001 su población era de 11,000 y se considera que baje. Notable por sus escenarios rurales vírgenes, Abertillery tiene como vecinos a los pequeños distritos de Aberbeeg, Cwmtillery y Six Bells.